# Sosnowica (gromada)
Sosnowica – dawna gromada, czyli najmniejsza jednostka podziału terytorialnego Polskiej Rzeczypospolitej Ludowej w latach 1954–1972.
Gromady, z gromadzkimi radami narodowymi (GRN) jako organami władzy najniższego stopnia na wsi, funkcjonowały od reformy reorganizującej administrację wiejską przeprowadzonej jesienią 1954 do momentu ich zniesienia z dniem 1 stycznia 1973, tym samym wypierając organizację gminną w latach 1954–1972.
Gromadę Sosnowica z siedzibą GRN w Sosnowicy utworzono – jako jedną z 8759 gromad na obszarze Polski – w powiecie włodawskim w woj. lubelskim na mocy uchwały nr 17 WRN w Lublinie z dnia 5 października 1954. W skład jednostki weszły obszary dotychczasowych gromad Sosnowica, Sosnowica Dwór, Górki i Olchówka ze zniesionej gminy Wołoskowola oraz obszary dotychczasowych gromad Zbójno i Lipniak ze zniesionej gminy Wola Wereszczyńska w tymże powiecie.
13 listopada 1954 gromada weszła w skład nowo utworzonego powiatu parczewskiego w tymże województwie, gdzie ustalono dla niej 9 członków gromadzkiej rady narodowej.
1 stycznia 1959 do gromady Sosnowica włączono wsie Kropiwki i Turno oraz PGR Turno ze znoszonej gromady Hola w powiecie włodawskim.
1 stycznia 1960 do gromady Sosnowica włączono wsie Komarówka, Lejno, Orzechów Nowy, Zamłynice i Orzechów Stary oraz kolonię Dalczekąt ze zniesionej gromady Orzechów Nowy w tymże powiecie.
31 grudnia 1961 do gromady Sosnowica włączono wieś i PGR Zienki z gromady Wola Wereszczyńska w powiecie włodawskim w tymże województwie.
1 stycznia 1969 do gromady Sosnowica włączono wsie Hola i Pieszowola ze zniesionej gromady Wołoskowola w powiecie włodawskim.
Gromada przetrwała do końca 1972 roku, czyli do kolejnej reformy gminnej. 1 stycznia 1973 w powiecie parczewskim utworzono gminę Sosnowica.